# Salma Ya Salama

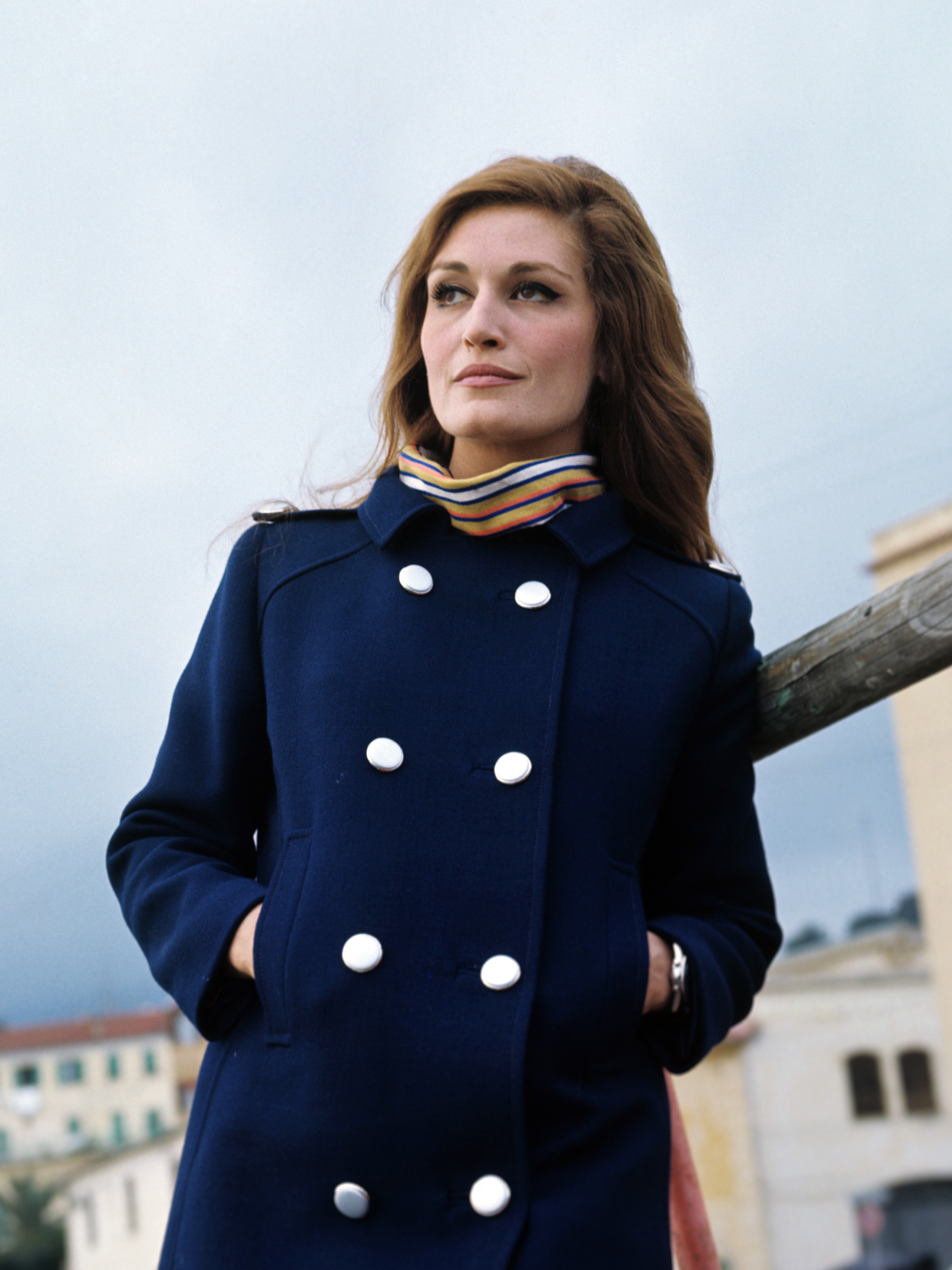
Dalida en enero de 1967 en San Remo en Italia.

«Salma Ya Salama» (سالمة يا سلامة) es una canción egipcia de 1919, con letra de Badi' Khairi y música de Sayed Darwich. Fue popularizada en Occidente por Dalida en 1977. 

## Otros intérpretes
- Ishtar y Los Niños de Sara, en 1997
- Jean-Michel Jarre, en 1999